# 晋祠大米
晋祠大米，是中华人民共和国山西省太原市晋祠镇西南地区的一类土特产大米。

## 特点
在古代，太原市晋祠镇当地用难老泉、善利泉水灌溉当地稻米。其口感软硬适度，柔韧清香，唐宋期间广为流传。抗日战争期间，侵华日军攻占太原后，因日本人均以大米为食，将晋祠大米产区归为“军粮征购区”，规定所产大米全部征购，当地民众愤而改种小麦。1943年，日军强迫当地民众再改为水田，并虐杀坚持不种水稻的民众。
中华人民共和国成立后，晋祠稻区平整土地，重新对渠系配套，此外提纯培育晋稻1号（770924，58-59 X 63-3，1983年定名）、晋稻2号（791749，京引30♀ X BL1♂，1985年定名）、晋稻3号（810323，京系17X南81♀ X 京引30♂，1988年定名）等品种。2018年10月，当地政府申报国家地理标志保护产品。